# Antonio Pérez Maxo
Antonio Pérez Maxo (Santo Domingo de Silos, Burchs, 2 de maig de 1562 — Tarragona, 1 de maig de 1637) fou eclesiàstic catòlic que esdevingué bisbe d'Urgell i copríncep d'Andorra (1627-1633) bisbe de Lleida (1633) i arquebisbe de Tarragona (1633-1637).
Antonio Pérez va néixer a Santo Domingo de Silos, província de Burchs, el 2 de maig de 1562 i va esdevindre sacerdot de l'Orde de Sant Benet. El 17 de maig de 1627 fou nomenat Bisbe d'Urgell durant el papat del Papa Urbà VIII. El 23 d'agost de 1627, va ser consagrat bisbe per Antonio Zapata y Cisneros, cardenal-sacerdot de Santa Balbina. El 21 de febrer de 1633, va ser nomenat com a bisbe de Lleida durant el papat del Papa Urbà VIII. El 28 de novembre de 1633 fou nomenat arquebisbe de Tarragona, durant el papat del Papa Urbà VIII. Va ser arquebisbe de Tarragona fins a la seva mort l'1 de maig de 1637.
Mentre fou bisbe, fou co-consagrador principal de Gonzalo Chacón Velasco i Fajardo, bisbe de Calahorra i La Calzada (1633).